# Coursetia cajamarcana
Coursetia cajamarcana är en ärtväxtart som beskrevs av Matt Lavin. Coursetia cajamarcana ingår i släktet Coursetia, och familjen ärtväxter. IUCN kategoriserar arten globalt som akut hotad. Inga underarter finns listade i Catalogue of Life.